# Au Café, Café-concert
Au Café, ou Café-concert est une huile sur toile réalisée par Édouard Manet  en  1878, conservée au Walters Art Museum à Baltimore (Maryland, États-Unis), où il était intitulé At the Café. Le musée a maintenant adopté le titre The Café-Concert. Le tableau est présenté par Françoise Cachin, Charles S. Moffett, et Juliet Wilson-Bareau sous le titre Café-Concert.

## Description de l'œuvre
Selon Adolphe Tabarant, ce tableau représente une scène de café-concert à la brasserie Reichshoffen, située boulevard Rochechouart, actuel boulevard Marguerite-de-Rochechouart à Paris. C'est dans le même lieu que Manet situe La Serveuse de bocks, le Coin de café-concert et Au café, cabaret de Reichshoffen.
La toile est composée uniquement d'objets ou de personnages vus partiellement. Lorsqu'il décrit la nouvelle peinture, à laquelle, théoriquement, Manet n'appartient pas, Duranty note que c'est une de ses caractéristiques  et également une caractéristique de la peinture de Manet. Aucun sujet n'y est vu entièrement. Duranty visait d'abord les impressionnistes, mais aussi Manet qui était tacitement reconnu comme leur chef.
Aucun des personnages ne semble s'intéresser à la chanteuse « La Belle Polonaise », chacun d'eux a son attention attirée ailleurs. Étienne Moreau-Nélaton, sans doute influencé par les peintures érotiques que Manet a produites, voit dans la femme située à la gauche de l'homme en haut-de-forme, le regard aguicheur d'une prostituée.

## Provenance
D'après le livre de comptes de Manet, ce tableau a été vendu en 1881 pour 1 800 francs au marchand Boussaton, dont la collection a été vendue en 1891. Par la suite, le tableau est passé par la collection de Charles Edward Haviland, puis chez le collectionneur Jean-Baptiste Faure qui l'a vendu à Durand-Ruel, lequel l'a revendu pour 25 000 francs à Henry Walters collectionneur d'art de Baltimore, fils du magnat des chemins de fer William T. Walters
Henry Walters vivait en France où sa famille s'était réfugiée pendant la guerre civile américaine. Les Walters étaient de grands amis de Durand-Ruel.